# Акривастин
Акривастин (англ. Acrivastine) — синтетичний препарат, що є похідним алкіламіну та належить до антигістамінних препаратів ІІ покоління, для перорального застосування. Акривастин синтезований у Великій Британії компанією «McNeil Laboratories» та уперше допущений до застосування під торговою маркою «Benadryl Allergy Relief».

## Фармакологічні властивості
Акривастин — синтетичний препарат, що є похідним алкіламіну та належить до групи антигістамінних препаратів ІІ покоління. Механізм дії препарату полягає у селективному блокуванні Н1-рецепторів гістаміну. Препарат знижує проникність капілярів, запобігає розвитку та полегшує перебіг алергічних реакцій негайного типу. На відміну від антигістамінних препаратів І покоління, акривастин погано проходить через гематоенцефалічний бар'єр і практично не має седативного ефекту, та має лише незначну дію на м-холінорецептори. Акривастин має здатність швидко послаблювати симптоми алергічного риніту, та значно зменшує свербіж шкіри.

### Фармакокінетика
Акривастин швидко та добре всмоктується в шлунково-кишковому тракті. Початок дії препарату спостерігається через 15 хвилин після перорального застосування. Максимальна концентрація в крові акривастину досягається протягом 0,8—1,7 години. Препарат у помірній кількості зв'язується з білками плазми крові. Акривастин рівномірно розподіляється в організмі, за виключенням центральної нервової системи. Акривастин проходить через плацентарний бар'єр та виділяється в грудне молоко. Препарат частково метаболізується у печінці з утворенням активного метаболіту. Виводиться акривастин із організму переважно нирками у незміненому вигляді, частково у вигляді метаболітів. Період напіввиведення препарату складає для незміненої речовини 1,4—2,2 години, активного метаболіту — від 2,4 до 5,2 годин. При нирковій недостатності спостерігається збільшення періоду напіввиведення акривастину.

## Показання до застосування
Акривастин застосовується при сезонному та цілорічному алергічному риніті; полінозі; алергічних дерматозах; екземі; сінній гарячці; симптоматичному дермографізмі; хронічній, холінергічній та ідіопатичній набутій холодовій кропив'янці; герпесі вагітних.

## Побічна дія
При застосуванні акривастину спостерігаються наступні побічні ефекти:
- Алергічні реакції — дуже рідко (менше 0,01%) набряк Квінке, анафілактичні реакції, бронхоспазм, багатоформна ексудативна еритема.
- З боку травної системи — рідко (0,01—0,1%) сухість у роті, нудота, диспепсія.
- З боку нервової системи — дуже рідко (менше 0,01%) запаморочення, головний біль, нервозність, сонливість або безсоння, порушення концентрації уваги, порушення швидкості психічних та рухових реакцій.

## Протипокази
Акривастин протипоказаний при підвищеній чутливості до препарату та нирковій недостатності. З обережністю застосовується препарат при вагітності та годуванні грудьми. Акривастин не застосовується у дітей молодших 12 років та особам старшим 65 років.

## Форми випуску
Акривастин випускається у вигляді капсул по 0,08 г. У США також зареєстрований комбінований препарат акривастину та псевдоефедрину під торговою назвою «Семпрекс-D».